# Залізнична лінія Одеса – Бессарабка
Залізниця Одеса–Бесарабська — магістральна залізниця України та Молдови. Пролягає від Одеси на півдні України через українську частину Бессарабії до Басарабки на півдні Молдови, де з’єднується з молдовською залізничною лінією Галац – Бендери. Одноколійна електрифікована лінія має широку колію (1520 мм). Операційне сполучення з Одеси до кордону з Молдовою здійснює Українська залізниця, зокрема Одеська Залізниця, подальший маршрут через кордон до Молдови (Басарабка) обслуговує Calea Ferată din Moldova.

## Історія
Найстарішою частиною маршруту є коротка ділянка між Одеським центральним вокзалом і південною гілкою, яка була відкрита в 1865 році. . Ділянка між Басарабською та Білгород-Дністровською була побудована між 1915 і 1916 роками Російськими Південно-Західними залізницями, щоб також забезпечити залізничний доступ до південної частини Бессарабії. 
2 січня 1916 р.  маршрут від тодішньої Романівки до тодішнього Аккермана було продовжено під час Першої світової війни через залізничні переправи або понтонні мости, щоб переправитися через Дністер-Лиман до Одеси, де вже був шлях до Овідіополя, який просто подовжили. 
Лінія Одеса – Овідіополь також була відкрита в 1916 році. Хоча в 1891 році вже існувала компанія, яка хотіла побудувати цю лінію, термін дії концесії, яка була надана, закінчився в 1894 році.  Після 1918 року тимчасові мости були знищені, і більша частина шляху до Бугазу (сьогодні Затока) потрапила до Королівства Румунія. Ця частина шляху, як і багато інших, була перетворена на стандартну колію з колією 1435 мм між 1921 і 1923 роками, після анексії Радянським Союзом. Після Другої світової війни маршрут був знову прокладений.  Після початку будівництва дерев’яного мосту через Лиман у 1940 році, у 1941 році після нападу на Радянський Союз його більше не будували, а відновили лише після 1945 року.
З 1955 року можна було переправлятися через лимани також по підйомному мосту (збудований з 25 грудня 1953 року по 5 грудня 1955 року), а в 1974 р. маршрут було електрифіковано. З 1997 по 2022 рік маршрут Бересине – Басарабка був перерваний. Реконструкція охопила 22 км з боку України та 1,2 км з боку Молдови.  Це дало змогу обійти Придністров’я, а дунайські порти Ізмаїл, Рені та Галац знову доступні для вантажних перевезень.

## Галерея

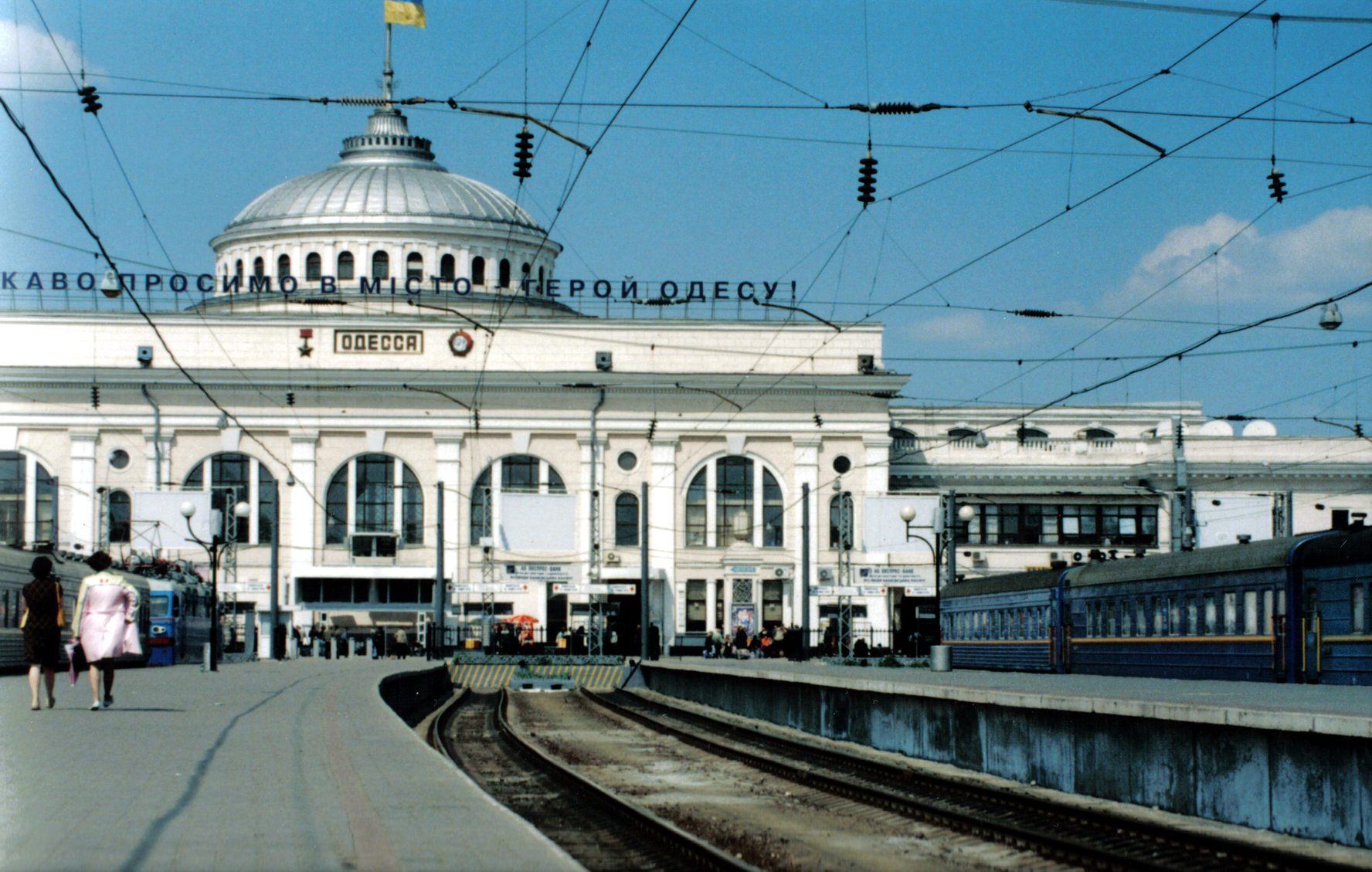
Центральний вокзал Одеси
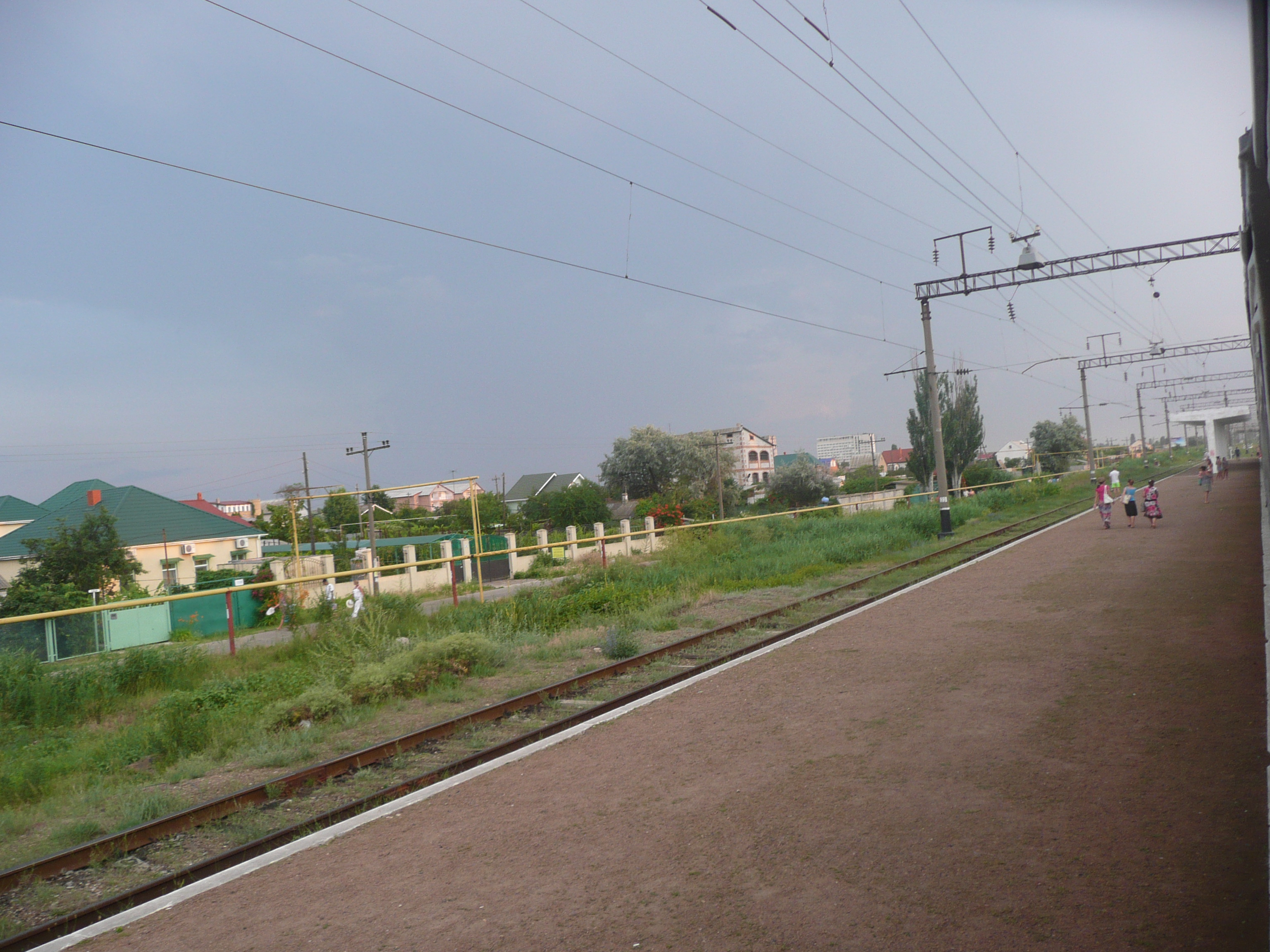
Залізнична гілка в Кароліно-Бугас
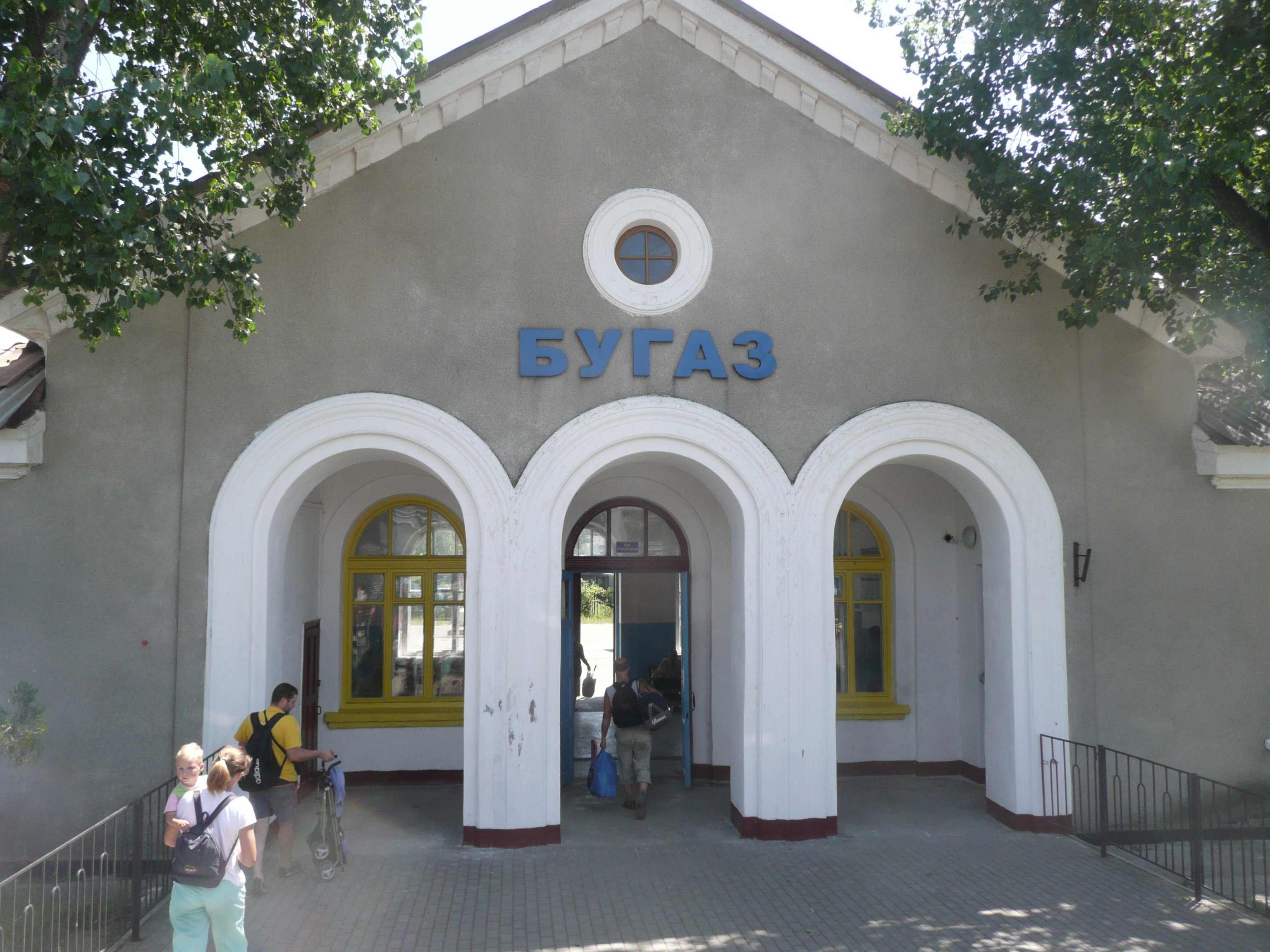
Будівля вокзалу в Бухасі
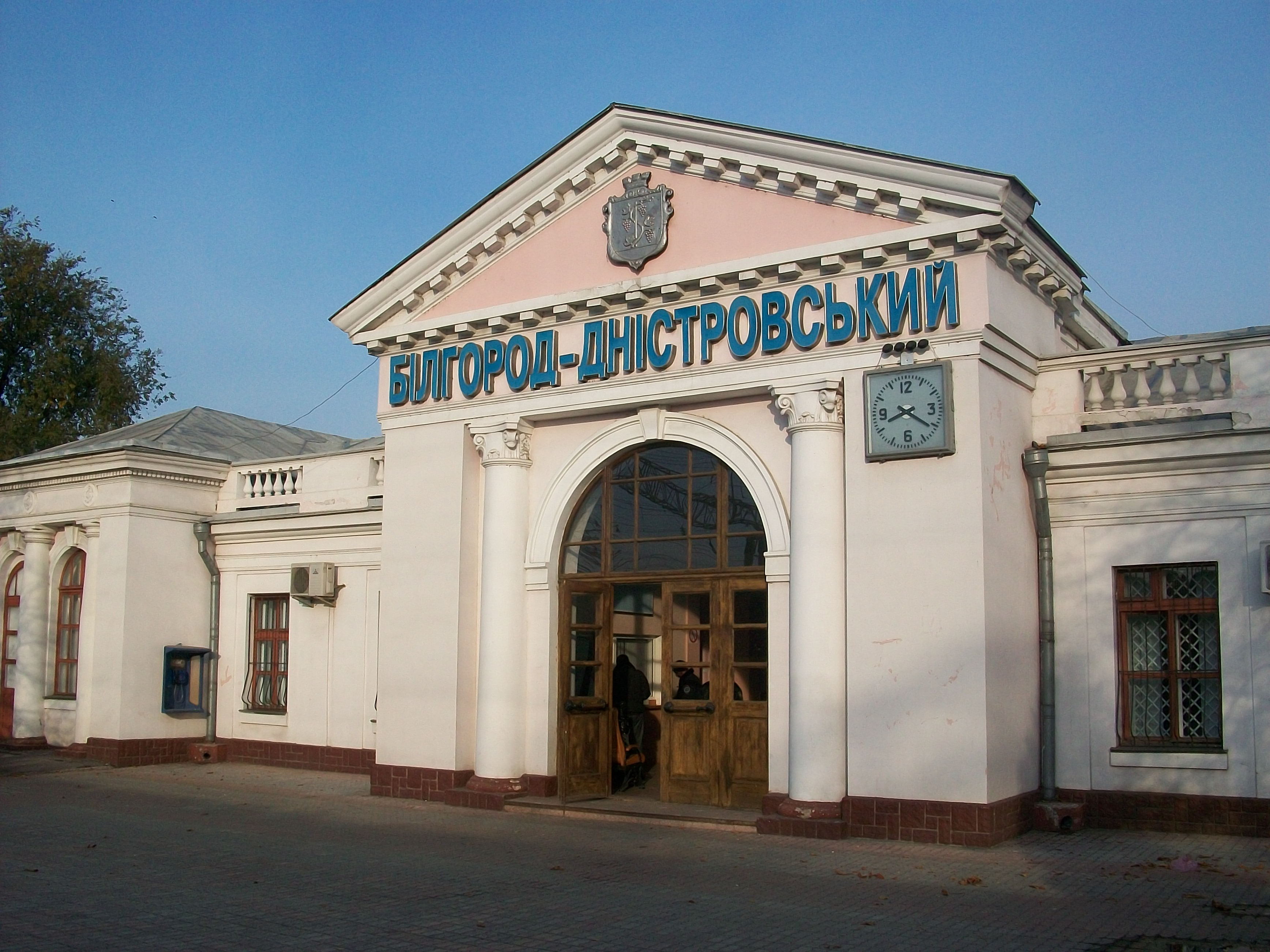
Будівля вокзалу в Білгород-Дністровському

## Веб-посилання
- Фото ділянки Одеса-Головна-Одеса-Застава
- Фото ділянки Одеса-Застава-Арзис
- Фото ділянки Аржис–Бересине